# گورنی یوروتسی
گورنی یوروتسی (به بلغاری: Gorni Yurutsi) یک منطقهٔ مسکونی در بلغارستان است که در شهرستان کروموفگراد واقع شده‌است.